# Spoon (fiume)
Lo Spoon (in inglese: Spoon River) è un fiume degli Stati Uniti, affluente dell'Illinois.

## Geografia
Scorre per una lunghezza di 257 km nel nord-ovest dello Stato dell'Illinois. Il bacino idrografico è compreso principalmente tra Peoria e Galesburg.

## Notorietà internazionale
Il fiume è noto per aver dato il nome alla città immaginaria, ispirata tuttavia alla reale Lewistown, presente nell'opera poetica Antologia di Spoon River di Edgar Lee Masters del 1916.